# Cerekwica (województwo dolnośląskie)

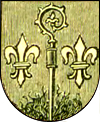
Historyczny herb Cerekwicy

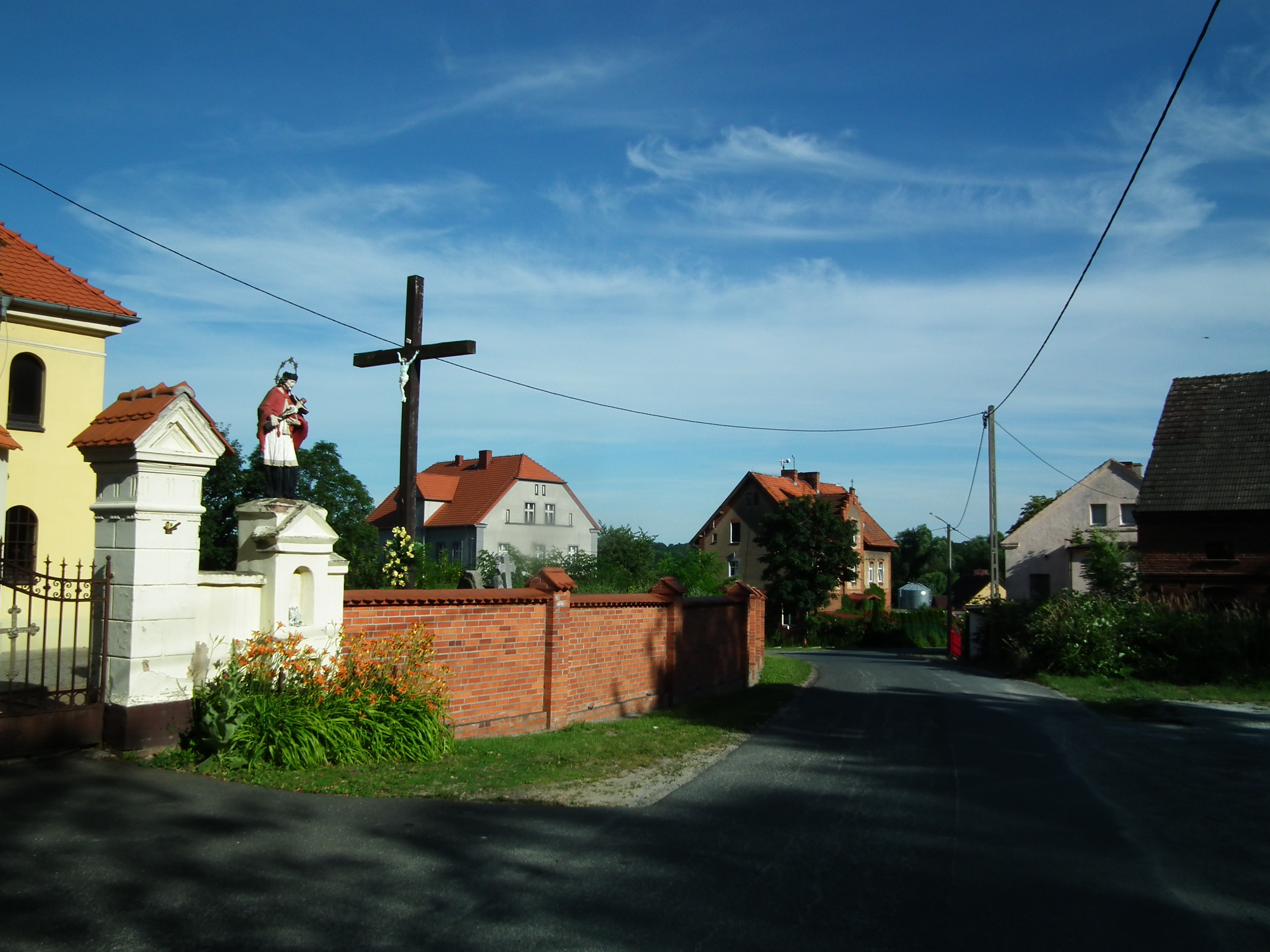
Fragment wsi

Cerekwica (niem. Zirkwitz)  – wieś (dawniej miasto) w Polsce położona w województwie dolnośląskim, w powiecie trzebnickim, w gminie Trzebnica.
Cerekwica uzyskała lokację miejską w 1252 roku, zdegradowana w 1742 roku.

## Podział administracyjny
W latach 1975–1998 miejscowość administracyjnie należała do województwa wrocławskiego.

## Toponimika nazwy wsi
Nazwa wsi Cerekwica wskazuje, że już we wczesnym średniowieczu (XI/XII w.) istniał w tej miejscowości kościół. Przypuszczalnie był on drewniany, a w XV wieku zbudowano kościół murowany. 12 marca 1262 książę Henryk III Biały wydał zezwolenie na lokację Cerekwicy na prawie magdeburskim.
Notowane nazwy wsi na przestrzeni wieków:
- Circvice – 1155 r. – pierwsza zachowana wzmianka historyczna.
- Cyrcviza – 1228 r.
- Cerekuiz – 1243 r.
- Cerequiz – 1245 r.
- Cerekuicz – 1247 r.
- Cerequic – 1251 r.
- Cirquich – 1255 r.
- Cerekcuiz – 1267 r.
- Cyrekwicz – 1301 r.
- Cyrquice – 1305 r. w księdze łacińskiej Liber fundationis episcopatus Vratislaviensis (pol. Księga uposażeń biskupstwa wrocławskiego) spisanej za czasów biskupa Henryka z Wierzbna w latach 1295–1305[7][8].
- Cirquicz – 1326
- Czerquicz – 1334
- Cirkvicz – 1355
- Cirkowicz – 1417
- Cirquitz – 1748
- Zirkwitz – 1789
- Cerekwica – 1946

## Historia
Pierwsza wzmianka w 1138, kiedy to Cerekwica przejęła na pewien czas (do 1146) od pobliskiej Trzebnicy prawa targowe. W latach 1252–1742 miasto.

## Zabytki
Do wojewódzkiego rejestru zabytków wpisane są:
Kościół rzymskokatolicki parafialny pw. św. WawrzyńcaZ XV w. Ostatnia przebudowa obecnego murowanego obiektu miała miejsce na przełomie XVIII i XIX wieku. W 1910 roku zbudowano dzwonnicę z trzema dzwonami; jeden z nich odlano po I wojnie światowej ku czci poległych na tej wojnie mieszkańców parafii Cerekwica. W czasie II wojny światowej zdjęto dwa dzwony, które przetopiono dla celów wojennych. Gruntowny remont fundamentów, ścian zewnętrznych kościoła i wieży przeprowadzono wiosną i latem 2002 roku. Po wojnie zachował się olejny obraz przedstawiający św. Wawrzyńca. Stacje drogi krzyżowej pochodzą z 1886 roku. Marmurowa chrzcielnica pochodzi z 1913 roku, wykonana została w Monachium. Okna witrażowe z postaciami apostołów Piotra i Pawła, zwiastowania Najświętszej Marii Panny, Świętej Rodziny i Serca Jezusowego były wykonane we Wrocławiu w latach 1895–1903. W 2006 roku zostało odnowione wnętrze, w roku 2010 został przeprowadzony remont zewnętrzny budowli. Organizacyjnie kościół należy do dekanatu trzebnickiego.
Dawne założenia parkowePochodzące z XIX w. założenia parkowe obejmują obecnie niewielki i mocno zaniedbany fragment, w którym występuje wiele starych i dorodnych drzew, w tym kilkanaście pomników przyrody obejmujących: grupę 10 cisów, miłorząb dwuklapowy, 6 dębów szypułkowych (w tym 3 szt. jako grupa drzew), 2 szt. platanów klonolistnych, 6 szt. jesionów wyniosłych i jeden okaz klonu jaworu..